# Odense Å med Hågerup Å, Sallinge Å og Lindved Å
Odense Å med Hågerup Å, Sallinge Å og Lindved Å este o arie protejată (arie specială de conservare — SAC, sit de importanță comunitară — SCI) din Danemarca întinsă pe o suprafață de 654 ha, integral pe uscat.

## Localizare
Centrul sitului Odense Å med Hågerup Å, Sallinge Å og Lindved Å este situat la coordonatele 55°15′47″N 10°14′06″E / 55.263056°N 10.235°E.

## Înființare
Situl Odense Å med Hågerup Å, Sallinge Å og Lindved Å a fost declarat sit de importanță comunitară în mai 1998 pentru a proteja 8 specii de animale. Situl a fost protejat și ca arie specială de conservare în decembrie 2011.

## Biodiversitate
Situată în ecoregiunea continentală, aria protejată conține 10 habitate naturale: Păduri de stejar sau de stejar și carpen sub-atlantice și medio-europene de Carpinion betuli, Păduri aluvionare cu Alnus glutinosa și Fraxinus excelsior (Alno-Padion, Alnion incanae, Salicion albae), Pășuni continentale udate de apa mării, Pajiști uscate seminaturale și facies de acoperire cu tufișuri pe substraturi calcaroase (Festuco-Brometalia) (* situri importante pentru orhidee), Izvoare petrifiante cu formare de travertin (Cratoneurion), Mlaștini alcaline, Mlaștini împădurite, Formațiuni ierboase bogate în specii de Nardus, dezvoltate pe substraturi silicioase în zone montane (și în zone submontane, în Europa continentală), Liziere de ierburi înalte hidrofile de câmpie și de nivel montan până la alpin, Cursuri de apă de la nivel de câmpie la nivel montan, cu vegetație Ranunculion fluitantis și Callitricho-Batrachion.
La baza desemnării sitului se află mai multe specii protejate:
- mamifere (2): vidră de râu (Lutra lutra), liliac de iaz (Myotis dasycneme)
- nevertebrate (3): Unio crassus, Vertigo angustior, Vertigo moulinsiana
- pești (3): zvârluga (Cobitis taenia), cicar (Lampetra planeri), Petromyzon marinus